# Dean Jonas
Dean Jonas (* 23. Mai 1961) ist ein aus Antigua und Barbuda stammender Politiker der Antigua Labour Party. Seit 2014 gehört er dem Repräsentantenhaus an.

## Ausbildung und Werdegang
Jonas wuchs in Potters Village auf. Seine Ausbildung erhielt er an der Judges Hill School und der Potters Government   School. Hieran schloss sich ein Studium der Nachrichtentechnik an einer Universität in England an. Nach Abschluss seiner Ausbildung war er lange Jahre in der Telekommunikationsbranche seines Heimatlandes tätig. Seine politische Karriere begann er als Kandidat bei den Unterhauswahlen 2009. Dort unterlag er im Wahlkreis St. George gegen die Amtsinhaberin Jacqui Quinn-Leandro von der United Progressive Party. Bei den Wahlen 2014 konnte er sich dann mit 54,51 % der Stimmen gegen sie durchsetzen. Obwohl er bei dieser Wahl absolut gesehen in seiner Partei die höchste Zahl von Wählerstimmen auf sich vereinigen konnte, wurde er im Kabinett von Premierminister Gaston Browne nicht berücksichtigt.